# Йуйя
Йуйя, Юя (егип. Ywj3) — влиятельный вельможа при дворе фараонов XVIII династии (ок. 1390—1352 до н. э.), тесть фараона Аменхотепа III.

## Биография
Йуйя происходил из знатной семьи города Ахмима. Судя по имени Йуйи, некоторые исследователи предполагают неегипетское происхождение вельможи. Возможно, он прибыл из Митанни, откуда относительно недавно в Египет пришло мастерство коневодства, а обязанности Йуйи предполагали управление с лошадьми. Также Йуйя мог быть потомком иммигрантов из соседних северных стран, властвовавших в данном регионе 100 лет назад гиксосов или привезённым на воспитание принцем. Высказывалось пока не подтверждённое предположение, что Йуйя мог приходиться братом царицы Мутемуйи, супруги фараона Тутмоса IV. В этом случае Йуйя приходился дядей фараону Аменхотепу III.
Он занимал посты жреца бога Мина и военного колесничего. После объявления его юного внука Аменхотепа IV наследным принцем, могущество Йуйи возросло.
Его жена Туя, вероятно, имела среди предков почитаемую царицу Яхмос-Нефертари. Среди их детей упоминаются не только царица Тия, но также «Второй жрец Амона», «Наместник в Нижнем Египте», «Верховный жрец Гелиополя» Анен и, вероятно, Эйе. Последний также происходил из Ахмима, занимал те же должности, что и Йуйя, и имел большую власть в правление Эхнатона и Тутанхамона, став правителем Хеперхепруре Эйе после их смерти.
Скончался Йуйя в ок. 1374 г. до н. э., прожив чуть больше 50 лет.

## Титулы
Йуйя, как отец царицы Тии, носил титул «Отец божественной», также «жрец Мина», «Смотритель лошадей», «Надзиратель над стадами Мина, владыки Ахмима». Йуйя удостоился высокого титула «один из знатных» (Iry-pat), «Номарх», «Единственный друг».

## Гробница

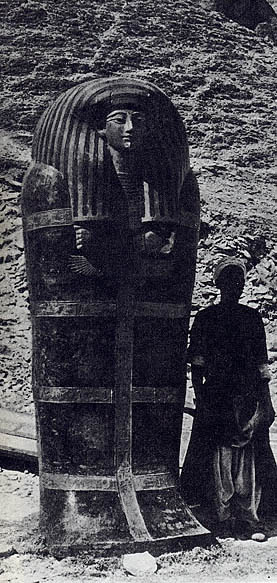
Внешний саркофаг Йуйи. Долина Царей, ок.1905 год

Гробницу Йуйи и Туи (KV46) в Долине Царей обнаружил в 1905 году английский египтолог Джеймс Эдвард Квибелл, работавший от имени Теодора М. Дэвиса. Их гробница считалась наилучшим образом сохранившейся до открытия гробницы Тутанхамона. Место упокоения царских родственников подчёркивает их высокий социальный статус, поскольку их усыпальница располагается в месте погребения исключительно фараонов. Среди найденных предметов были позолоченные саркофаги, погребальные маски, мебель, два экземпляра Книги мёртвых. Все найденные артефакты сегодня представлены в экспозиции египетского музея в Каире.

Мумия Йуйи
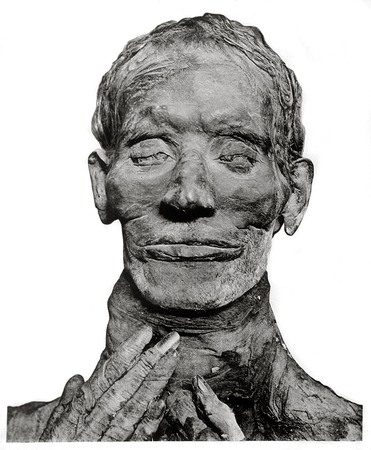
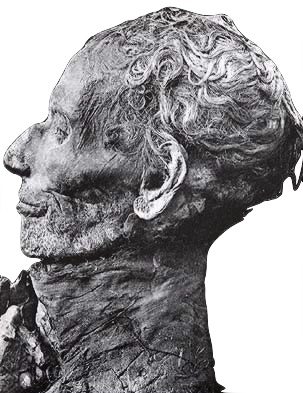

## Отождествление с библейским Иосифом
Журналист Ахмед Осман в своей книге «Stranger in the Valley of the Kings» отождествляет Йуйю с библейским Иосифом, приведшим ради спасения от голода евреев в Египет. Такое предположение не поддерживается египтологами и противоречит известному факту захоронения Иосифа, согласно книге Иисуса Навина. Дональд Рэдфорд в ответ написал разгромный обзор книги Османа. В Библии говорится, что мумифицированное тело Иосифа израильтяне перевезли в Ханаан, тогда как тело Йуйи обнаружено нетронутым в Долине Царей.